# Sunzendorf (Birgland)
Sunzendorf ist ein Gemeindeteil von Birgland im Landkreis Amberg-Sulzbach in der Oberpfalz in Bayern.

## Lage
Der Weiler liegt im nördlichen Teil der Gemeinde. Östlich verlaufen die Kreisstraßen AS 1 und AS 36. In der Nähe liegende Gemeindeteile sind Ammersricht (südöstlich), Dollmannsberg (westlich), Nonnhof (südlich) und Rothsricht (nordöstlich).

## Geschichte
Die Gemeinde Sunzendorf mit den Gemeindeteilen Ammersricht, Dollmannsberg, Höfling, Nonnhof, Reichenunholden, Rothsricht und Sunzendorf wurde 1978 in die Gemeinde Birgland eingegliedert.